# ایستگاه متروی ماربل آرچ
ایستگاه مارابل آرچ
یک ایستگاه از خط مرکزی متروی لندن است که در منطقه استارتفورد قرار دارد و در ۳۰ ژوئیه ۱۹۰۰ افتتاح شده‌است.

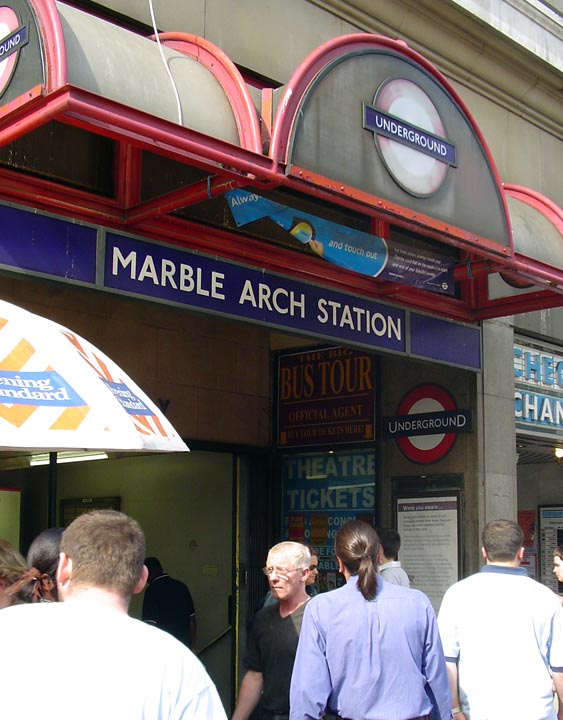

## نگارخانه

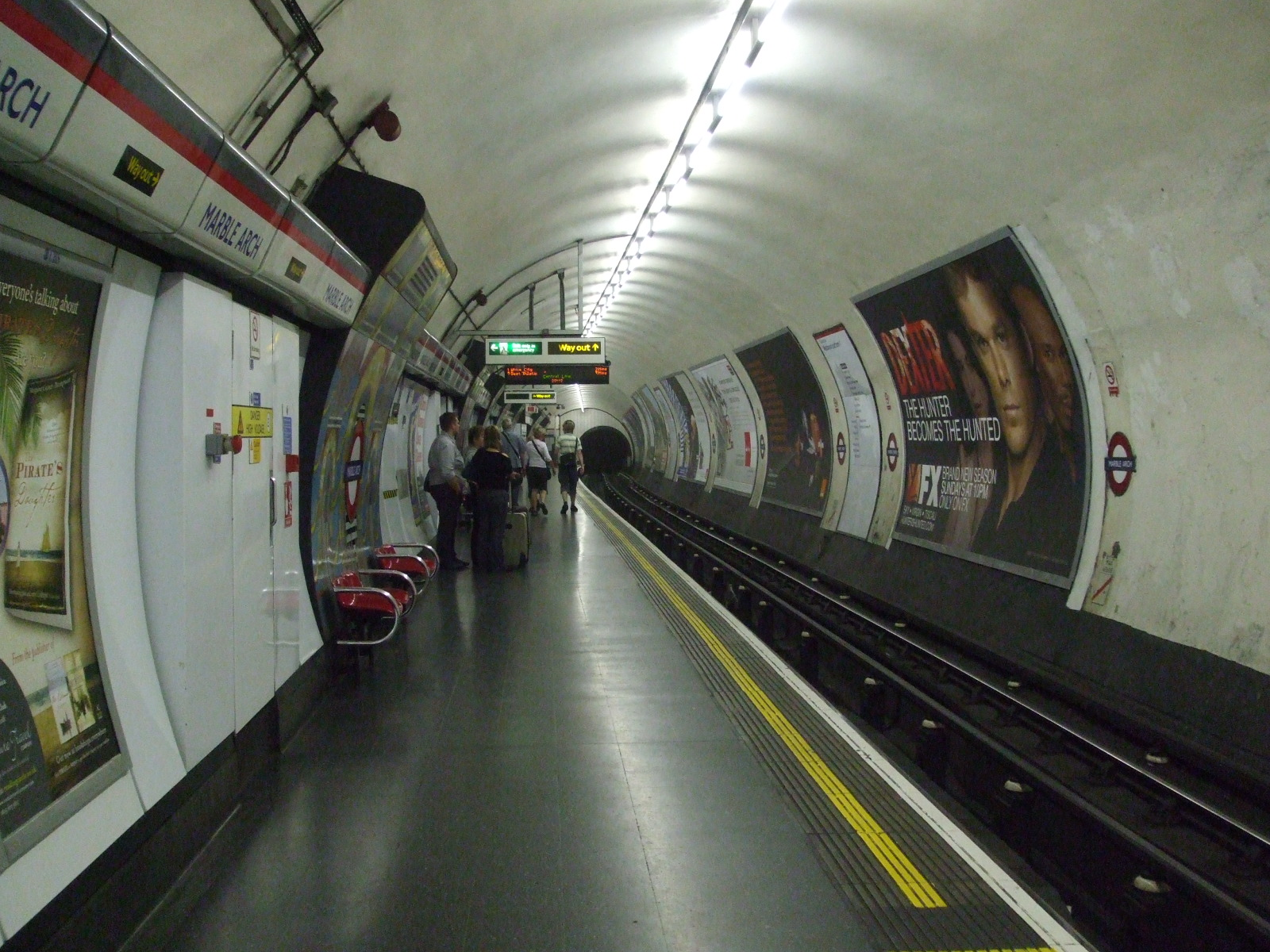
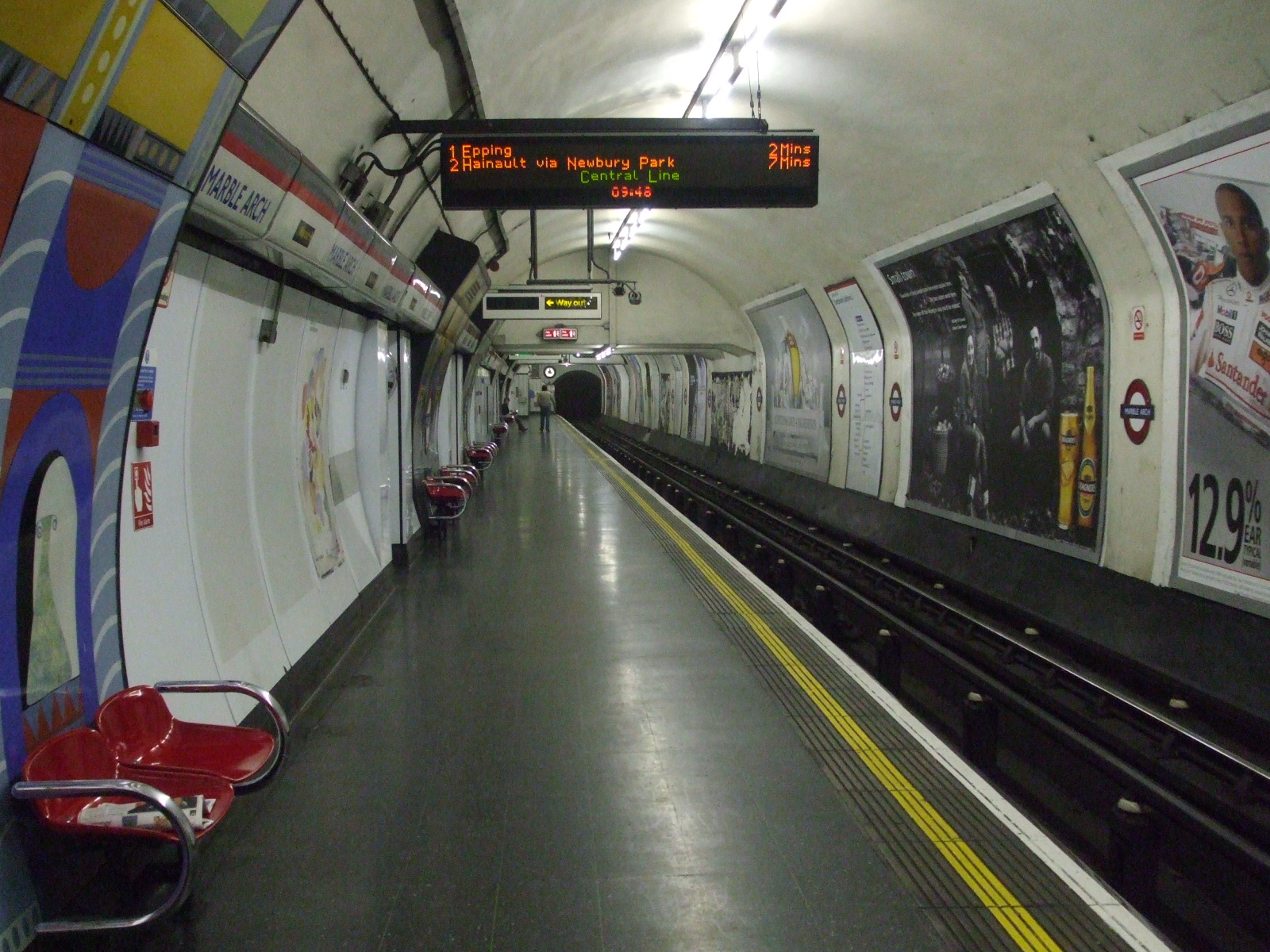
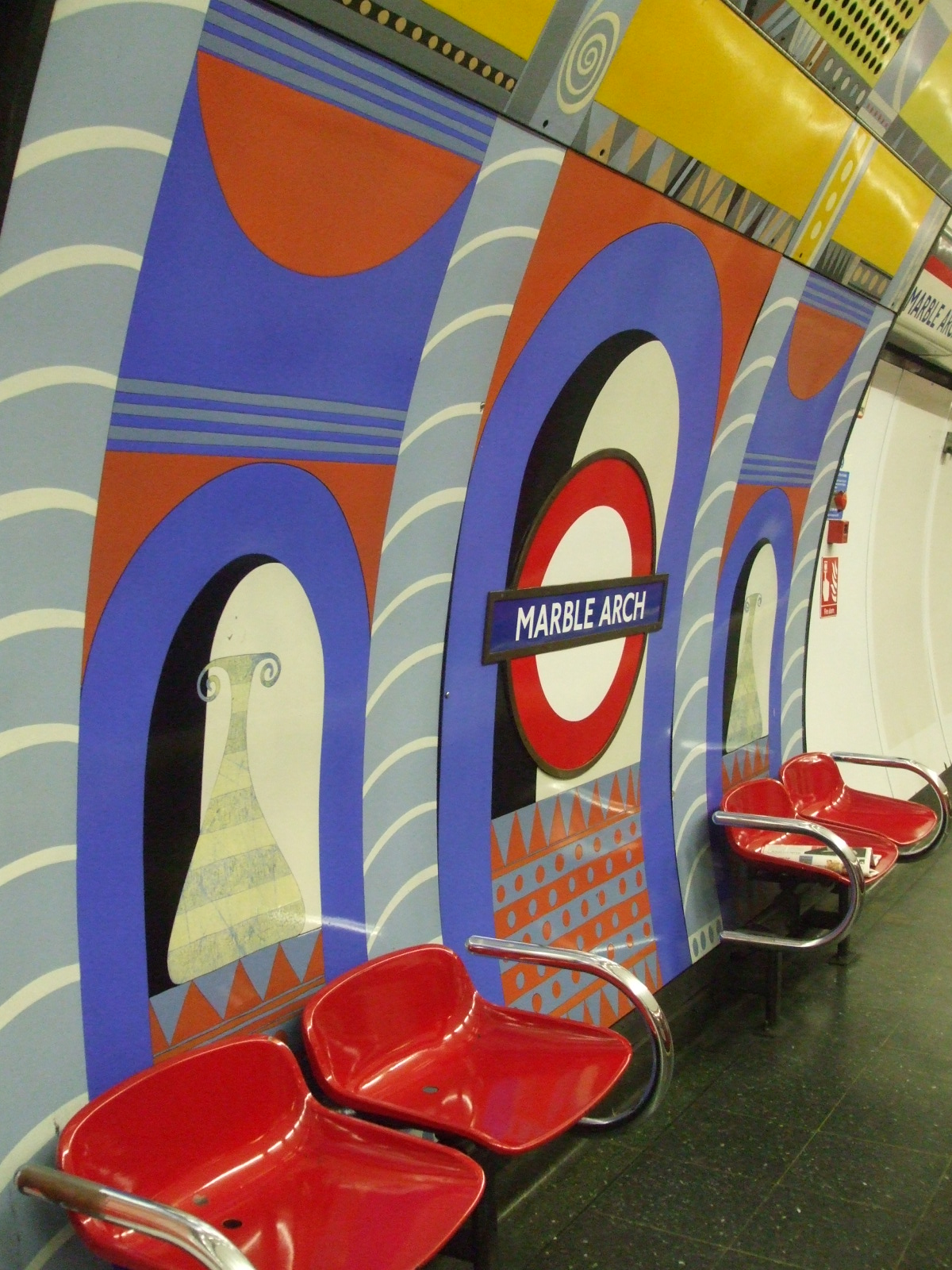
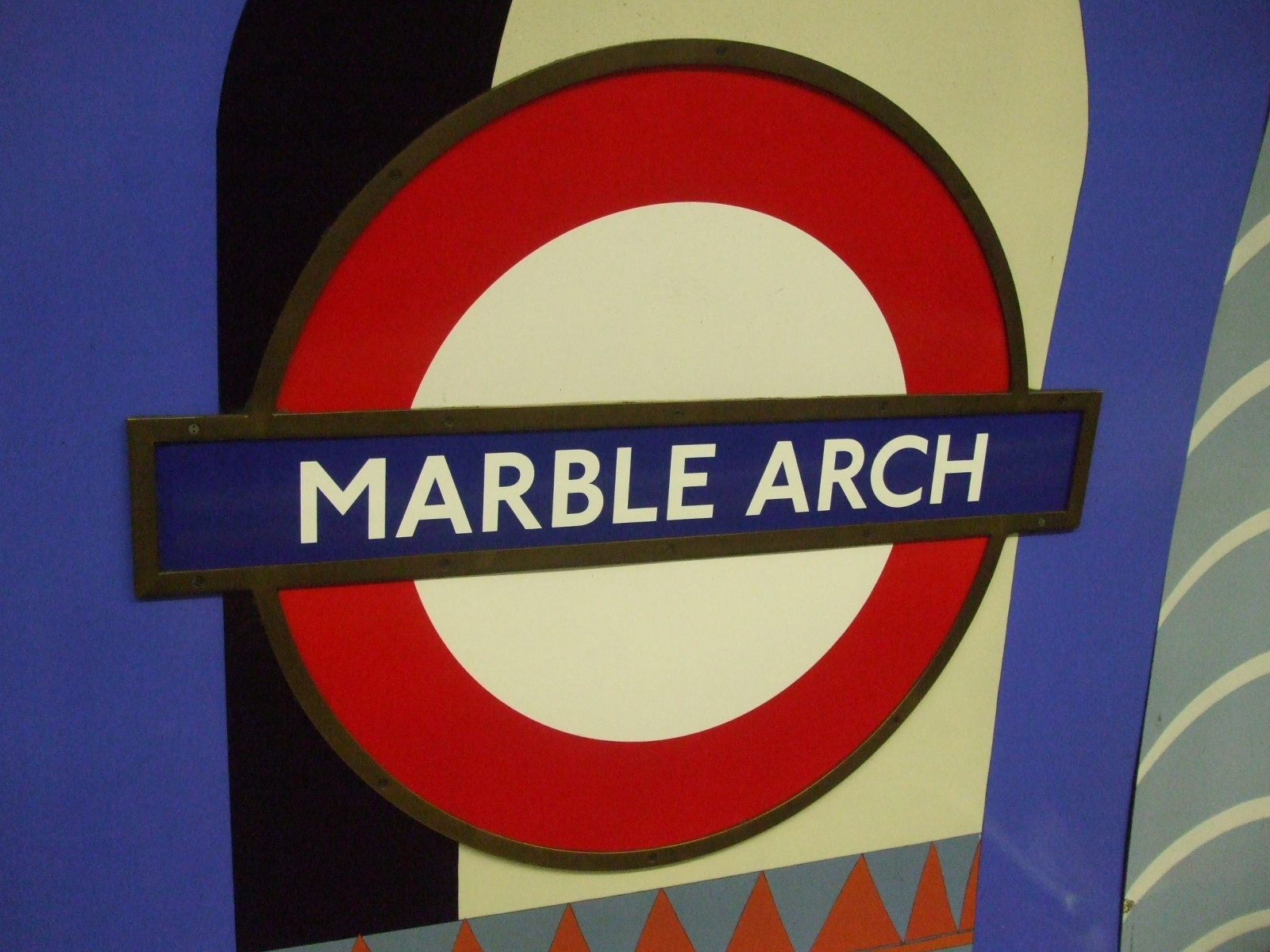